# Clay Township (Contea di Atchison, Missouri)
Clay Township è una delle 11 township nella Contea di Atchison dello Stato del Missouri, Stati Uniti d'America.

## Geografia fisica
Clay Township si estende su una superficie di 108,85 km², all'interno della township si trova la città di Rock Port.